# Daniel Augé et Cie
Daniel Augé et Cie est un constructeur automobile français.

## Production

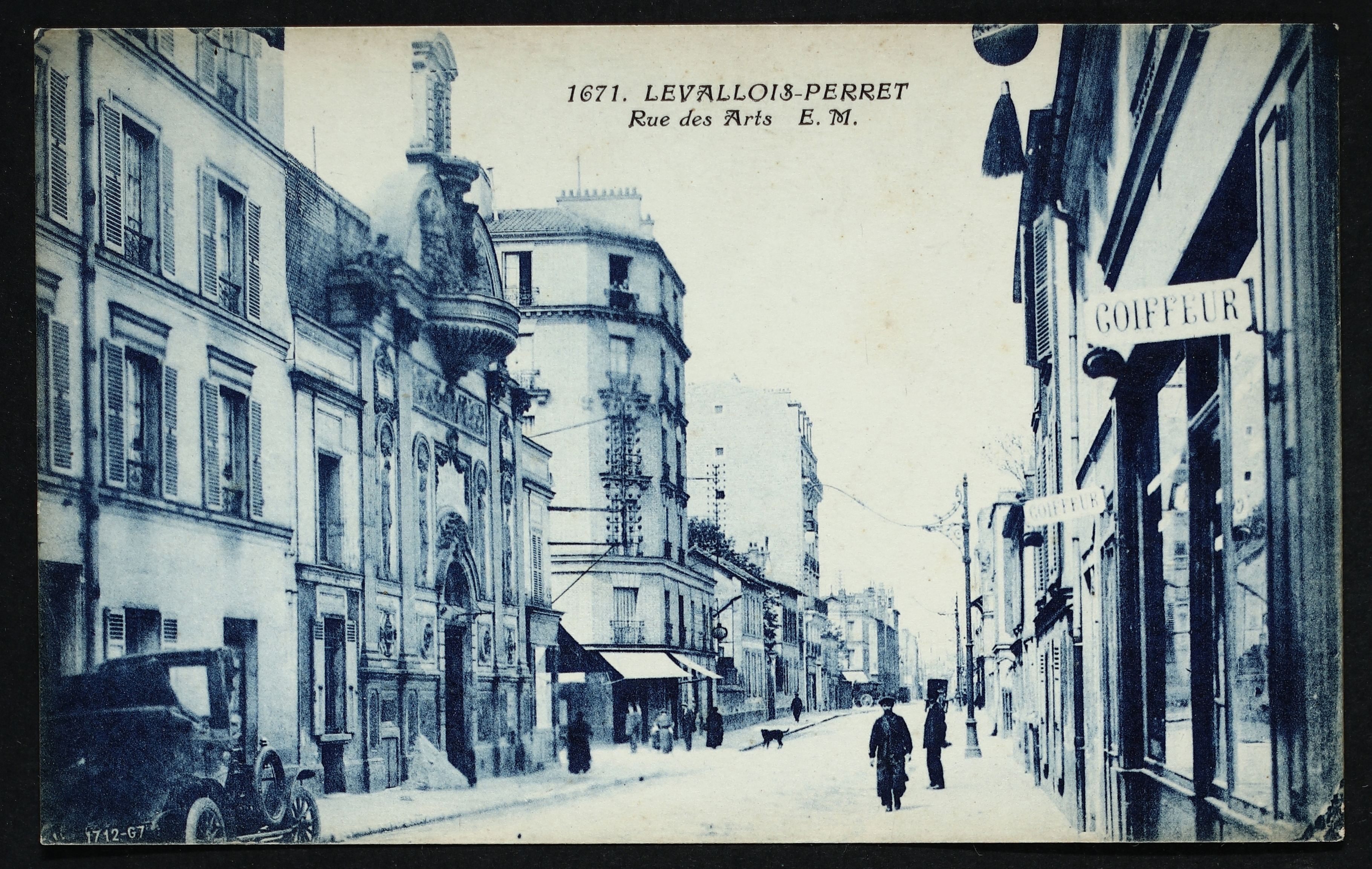
Levallois-Perret - Rue des Arts.

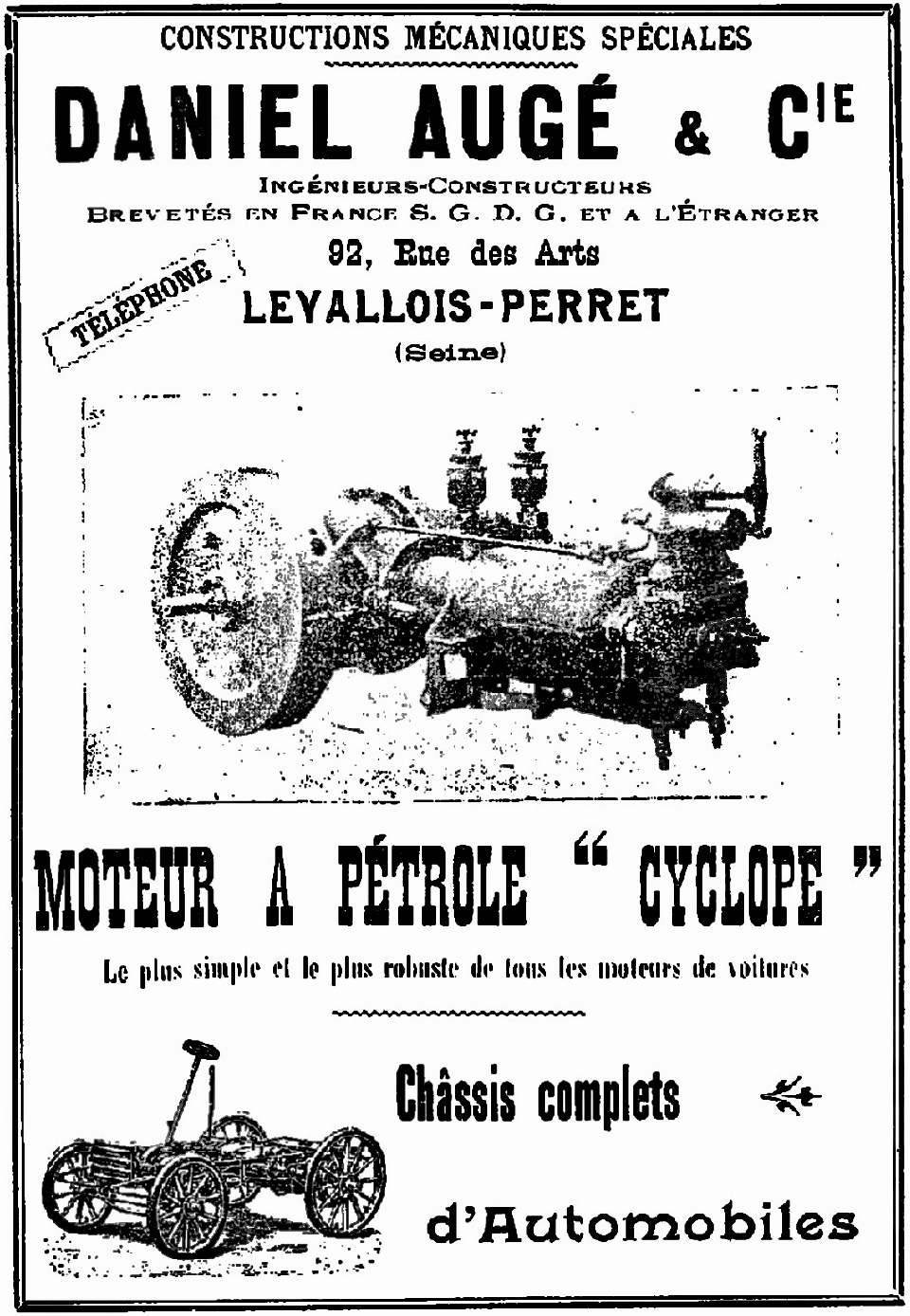
Daniel Augé & Cie (1900).

L’entreprise basée à Levallois-Perret a commencé à produire des automobiles en 1897. Le nom de la marque était Daniel Augé. L’usine était située au 92 rue des Arts. Le moteur bicylindre appelé Cyclope par Daniel Augé avait une cylindrée de 1 361 cm3. L’alésage était de 85 mm et la course de 120 mm. Le poids du moteur était de 100 kg. La puissance maximale était de 7,5 HP à 600 tr/min. Cela permettait à la voiture triplace, appelée Troïka, d’atteindre une vitesse de pointe de 30 km/h.
La production s’est terminée en 1901.

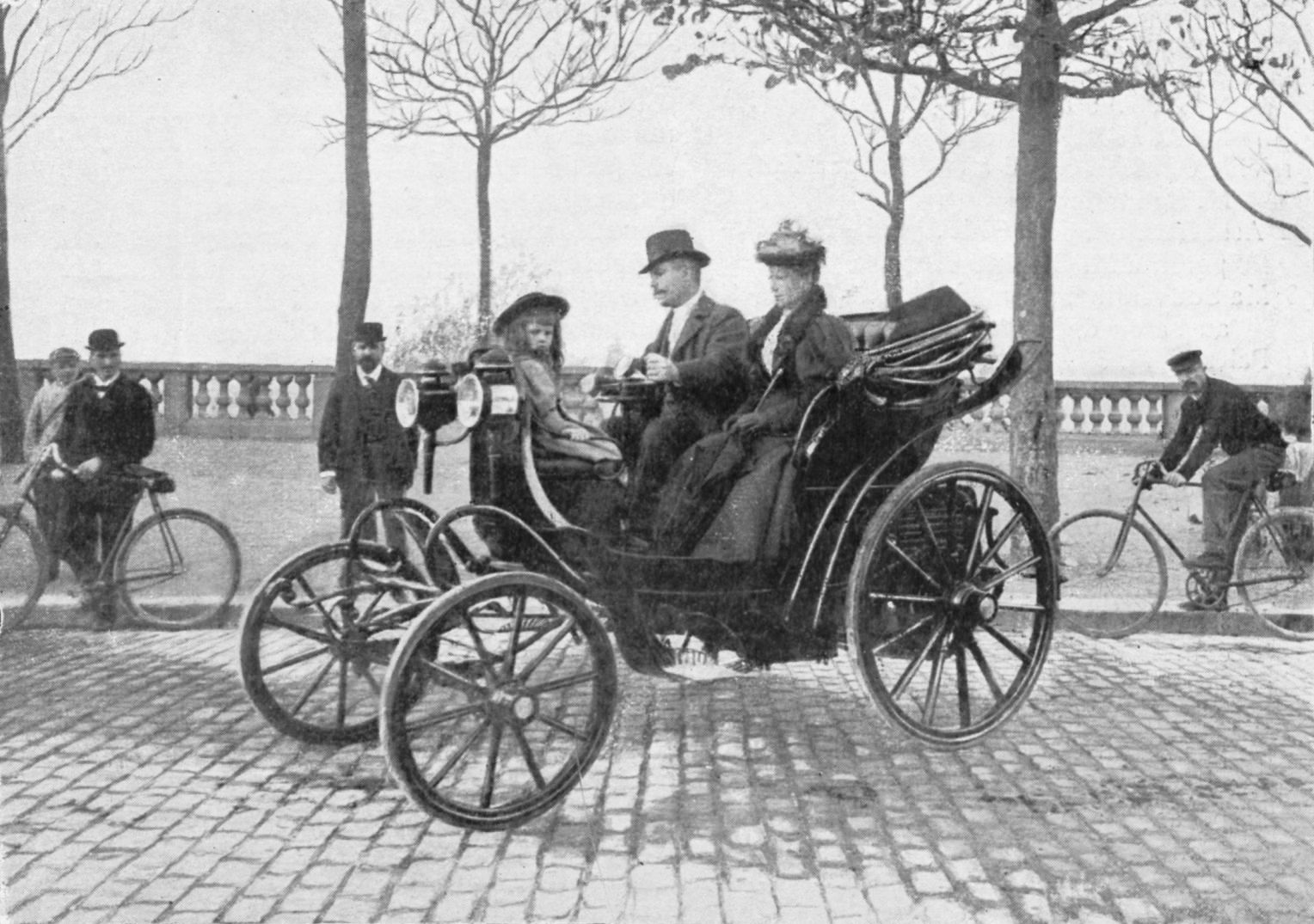
Augé Troïka 6 CV (1898).
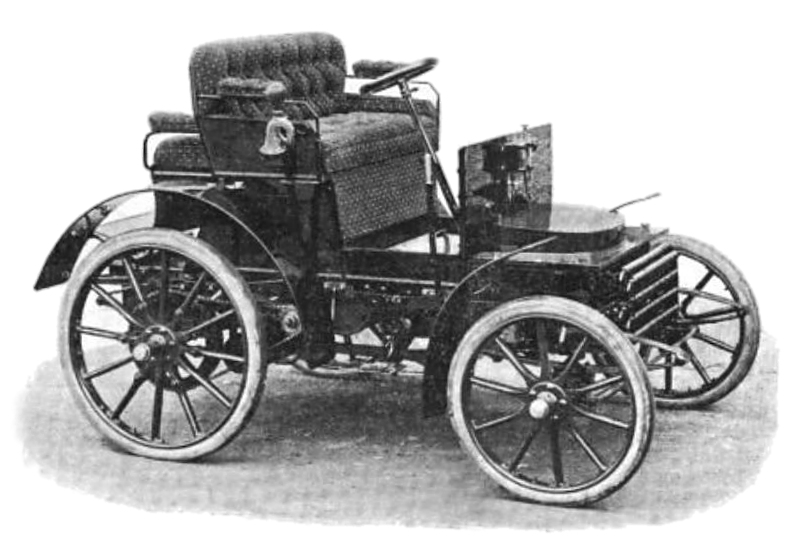
Augé.
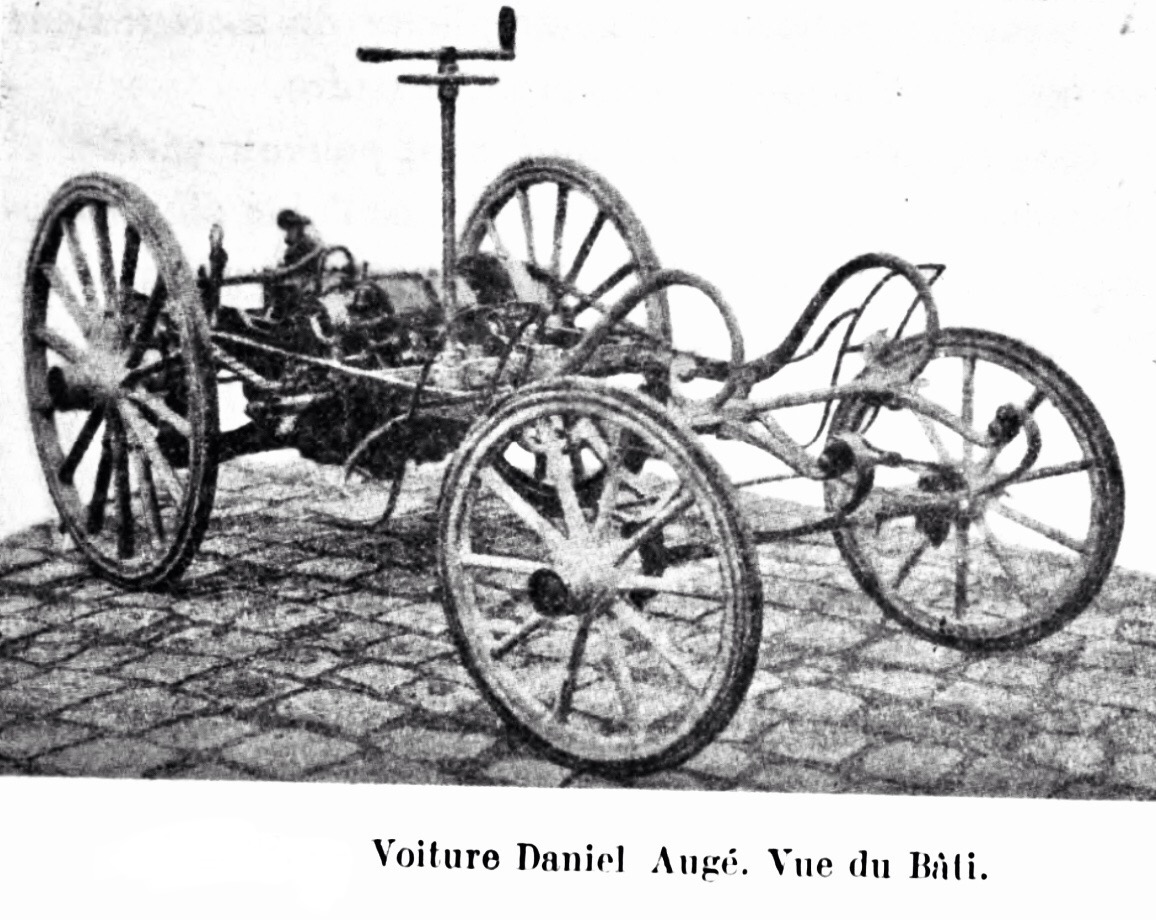
Châssis Daniel Augé.
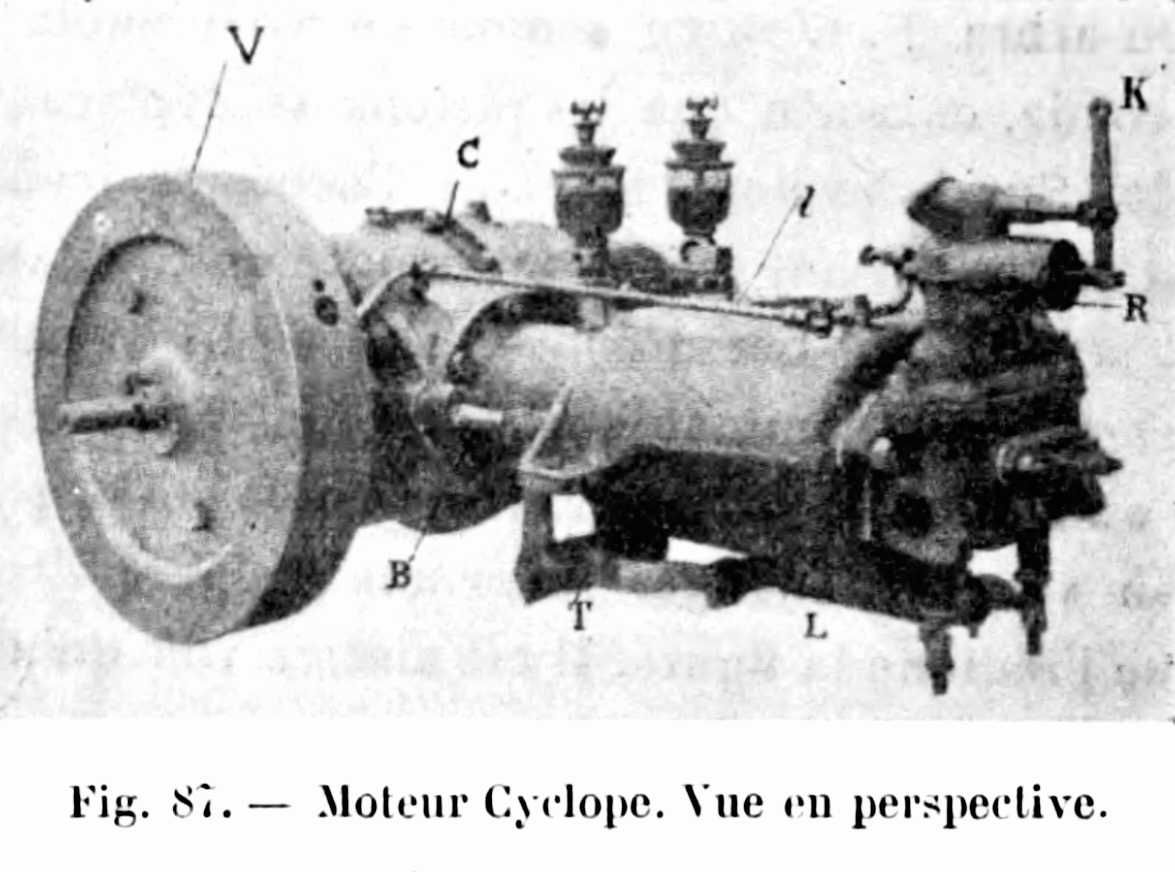
Motor Cyclope Daniel Augé 7,5 HP.